# Saxonia (navire, 1954)
Pour les articles homonymes, voir Carmania (homonymie) et Leonid Sobinov (homonymie).
Le Saxonia est un paquebot construit en 1953 par les chantiers John Brown & Company de Clydebank pour la compagnie Cunard Line. Il est lancé le 17 février 1954 et mis en service le 2 septembre 1954. Rebaptisé Carmania après une rénovation en 1962, il est retiré du service transatlantique en 1969 avant d’être vendu en 1973 à la compagnie Black Sea Shipping (en) qui le renomme Leonid Sobinov. Passé sous contrôle de la compagnie Transorient Overseas à la suite de l'éclatement de l'Union soviétique en 1989, il est désarmé à Illitchivsk en 1995 et y reste jusqu’à sa vente à la casse en 1999. Il est détruit à Alang en 1999.

## Histoire

### Contexte
En 1951, la Cunard Line commande quatre navires aux chantiers John Brown & Company de Clydebank pour s’imposer face à la Canadian Pacific Steamship Company sur la liaison Liverpool↔Montréal. Il s’agit de la classe Saxonia, composée du Saxonia, de l’Ivernia, du Carinthia et du Sylvania.

### Construction
Le Saxonia est un paquebot construit en 1953 par les chantiers John Brown & Company de Clydebank pour la compagnie Cunard Line. Il est lancé le 17 février 1954 et mis en service le 2 septembre 1954.

### Cunard Line
En juin 1962, la Cunard Line enregistre de lourdes pertes financières sur la ligne de l’Atlantique Nord. Il est alors décidé d’adapter les 4 paquebots pour le marché de la croisière. Le Saxonia est envoyé aux chantiers navals John Brown & Company de Clydebank et son Sun Deck est agrandi. Lorsqu’il sort de rénovation, il a un nouveau nom, Carmania et sa coque est devenue verte.
En mai 1966, la Grande-Bretagne est paralysée pour six semaines par une grève des marins. Le paquebot est bloqué à Liverpool. 1967 est une année catastrophique pour la Cunard Line. En effet, plusieurs de ses navires naviguent à perte et la compagnie désarme toute sa flotte à l’exception de trois navires que sont le Carmania, le Franconia et le Queen Elizabeth 2.
Bien que resté en service, le Carmania ne traverse plus l’Atlantique et est replacé sur des itinéraires de croisières.
En 1970, la Cunard Line reçoit deux nouveaux navires de croisière, le Cunard Adventurer et le Cunard Ambassador issus du rachat de la compagnie Overseas National Airways. Mais l’année suivante, la Cunard Line est racheté par l’État britannique qui considère que l’exploitation du Carmania coûte trop cher. Le navire est désarmé à Southampton puis sur la rivière Fal et est mis en vente en compagnie de son navire jumeau, le Franconia.

### Black Sea Shipping

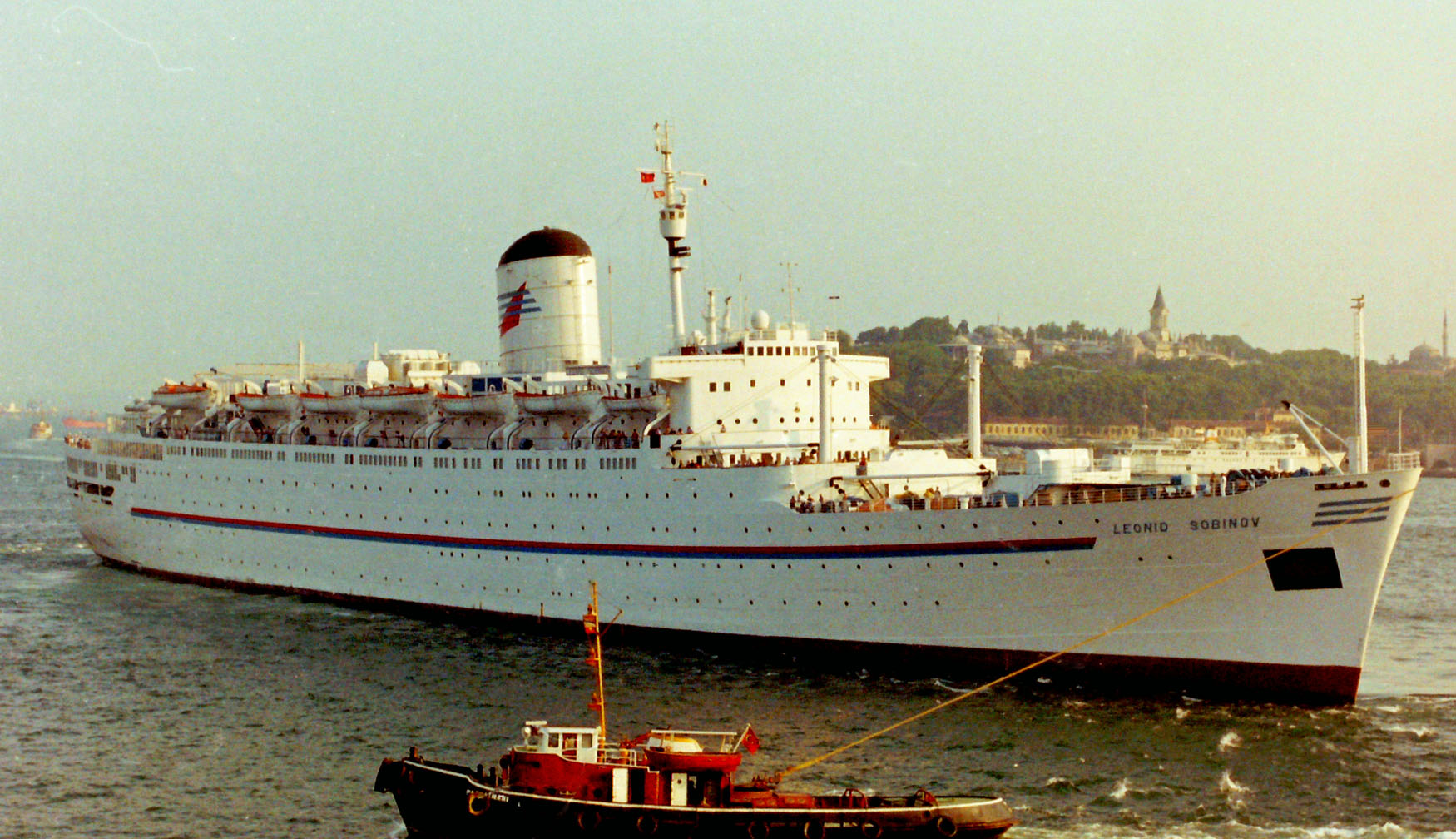
Le Leonid Sobinov à Istanbul en août 1992.

En août 1973, le Carmania est vendu à la compagnie Nikreis Maritime Corporation qui agit comme un agent pour la compagnie soviétique Black Sea Shipping (en). Le navire subit une rénovation pendant trois mois et en ressort sous le nom de Leonid Sobinov.

### Fin
En 1989, l’URSS éclate. Le Leonid Sobinov passe alors sous contrôle de la compagnie Transorient Overseas et son pavillon devient maltais. Il reste en service jusqu’en 1995, lorsqu’il est désarmé à Illitchivsk car le coût des travaux nécessaires pour le mettre aux normes imposées par la SOLAS est trop élevé.
En 1999, il est vendu à la casse. Il quitte Illitchivsk le 30 janvier 1999 pour se rendre à Alang par ses propres moyens; mais tombe en panne de machines dans l’océan Indien par manque de carburant et dérive quelques heures avant d’être récupéré par deux remorqueurs et remorqué jusqu’à Alang. Il est échoué le 1er octobre 1999 et détruit.

## Navires jumeaux
Il a trois navires jumeaux:
- le Carinthia, qui a été détruit en 2006 à Alang.
- l’Ivernia, qui a été détruit en 2004 à Alang.
- le Sylvania, qui a été détruit en 2004 à Alang.